# Pseudocleobis hirschmanni
Espèce
Pseudocleobis hirschmanni est une espèce de solifuges de la famille des Ammotrechidae.

## Distribution
Cette espèce se rencontre en Bolivie et au Chili.

## Description
La femelle holotype mesure 12 mm.

## Étymologie
Cette espèce est nommée en l'honneur de M. Hirschmann.

## Publication originale
- Kraepelin, 1911 : Neue Beitrage zur Systematik der Gliederspinnen. Mitteilungen aus dem Naturhistorischen Museum in Hamburg, vol. 28, p. 57-107 (texte intégral).